# 연체동물학

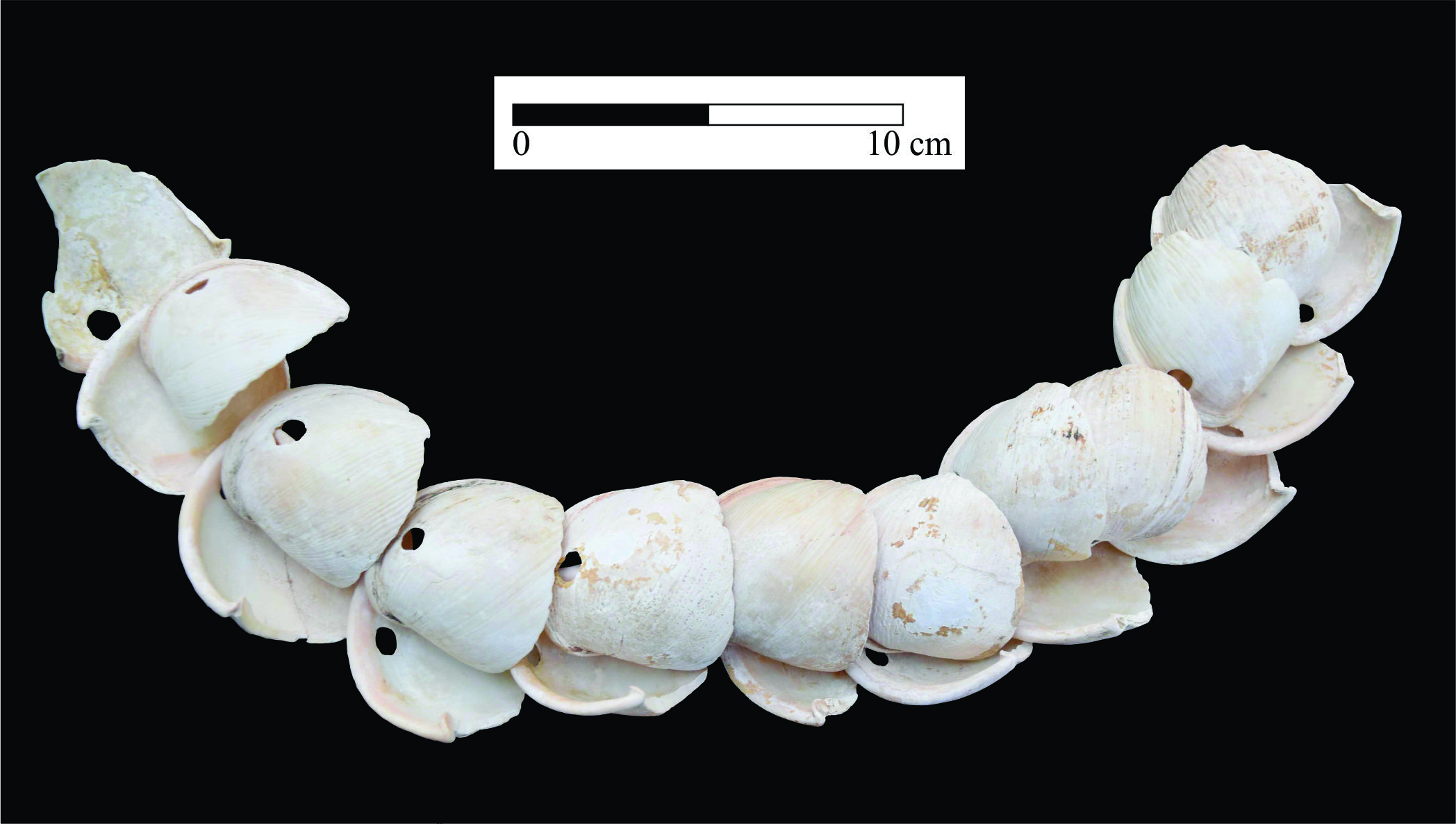

연체동물학(軟體動物學)은 연체동물에 관한 걸 연구하는 학문이다.

## 개요
연체동물에는 달팽이와 민달팽이, 조개, 두족류가 포함되며 그 중 다수는 껍데기가 있다. 연체동물학의 한 분과인 패류학은 연체 동물 껍데기 연구에 전념한다. 연체동물학의 영단어 Malacology는 고대 그리스어 μαλακός(malakós) '부드러움'과 -λογία(-logía)에서 파생된다.
연체동물학 연구 분야에는 분류학, 생태학 및 진화가 포함된다. 응용 연체동물학은 의학, 수의학 및 농업 응용 분야를 연구한다. 예를 들어 주혈흡충증에서와 같이 질병의 매개체로서의 연체동물을 연구한다.
고고학은 기후의 진화, 해당 지역의 생물상, 유적지의 용도를 이해하기 위해 연체동물학을 이용한다.
1681년 필리포 보나니(Filippo Bonanni)는 해양 연체동물의 껍데기인 조개껍질에 관한 최초의 책을 출판했다. 1868년에 독일 연체동물학 학회가 설립되었다.